# Ronde van Italië 1951
| Eindklassement      |                                |               |
| Algemeen klassement | Fiorenzo Magni                 | 121h 11' 37"  |
| Tweede              | Rik Van Steenbergen            | + 1' 46"      |
| Derde               | Ferdi Kübler                   | + 2' 36"      |
| Vierde              | Fausto Coppi                   | + 4' 04"      |
| Vijfde              | Giancarlo Astrua               | + 4' 07"      |
| Zesde               | Hugo Koblet                    | + 6' 05"      |
| Zevende             | Louison Bobet                  | + 9' 45"      |
| Achtste             | Arrigo Padovan                 | + 14' 41"     |
| Negende             | Vincenzo Rossello              | + 14' 49"     |
| Tiende              | Gino Bartali                   | + 21' 12"     |
| (Ned)               | geen                           | + ..' .."     |
| Rode Lantaarn       | Giovanni Pinarello (ITA) (75e) | op 3h 26' 11" |
| Bergklassement      | Louison Bobet                  | ... punten    |
| Tweede              | Fausto Coppi                   | ... punten    |
| Derde               | Alfredo Pasotti                | ... punten    |
| Ploegenklassement   | Taurea                         | ?             |
| Tweede              | ?                              | ?             |
| Derde               | ?                              | ?             |

In 1951 ging de 34e Giro d'Italia op 19 mei van start in Milaan. Hij eindigde op 10 juni in Milaan. Er stonden ... renners verdeeld over .. ploegen aan de start. Hij werd gewonnen door Fiorenzo Magni.
Aantal ritten: 20

Totale afstand: 4121 km

Gemiddelde snelheid: 34,003 km/h

Aantal deelnemers: 98

## Belgische en Nederlandse prestaties
In totaal namen er 8 Belgen en geen Nederlanders deel aan de Giro van 1951.

### Belgische etappezeges
- Rik Van Steenbergen won de 1e etappe van Milaan naar Turijn en de 15e etappe van Brescia naar Venetië.

### Nederlandse etappezeges
- In 1951 was er geen Nederlandse etappezege.

## Etappe uitslagen
| Datum   | Etappe    | Parcours                      | Afstand | Eerste                    | Tweede                   | Derde                    | Klassementsleider         |
| ------- | --------- | ----------------------------- | ------- | ------------------------- | ------------------------ | ------------------------ | ------------------------- |
| 19 mei  | etappe 1  | Milaan - Turijn               | 202 km  | Rik Van Steenbergen (Bel) | Renzo Soldani (Ita)      | Fiorenzo Magni (Ita)     | Rik Van Steenbergen (Bel) |
| 20 mei  | etappe 2  | Turijn - Alassio              | 202 km  | Antonio Bevilacqua (Ita)  | Annibale Brasola (Ita)   | Guido De Santi (Ita)     | Fiorenzo Magni (Ita)      |
| 21 mei  | etappe 3  | Alassio - Genua               | 252 km  | Rodolfo Falzoni (Ita)     | Luciano Pezzi (Ita)      | Antonio Bevilacqua (Ita) | Fiorenzo Magni (Ita)      |
| 22 mei  | etappe 4  | Genua - Florence              | 252 km  | Guido De Santi (Ita)      | Dino Rossi (Ita)         | Fiorenzo Magni (Ita)     | Fiorenzo Magni (Ita)      |
| 23 mei  | etappe 5  | Florence - Perugia            | 192 km  | Pietro Giudici (Ita)      | Elio Brasola (Ita)       | Fritz Schär (Zwi)        | Fritz Schär (Zwi)         |
| 25 mei  | etappe 6  | Perugia - Terni (tijdrit)     | 83 km   | Fausto Coppi (Ita)        | Louison Bobet (Fra)      | Hugo Koblet (Zwi)        | Fritz Schär (Zwi)         |
| 26 mei  | etappe 7  | Terni - Rome                  | 273 km  | Angelo Menon (Ita)        | Alfredo Pasotti (Ita)    | Luciano Maggini (Ita)    | Rik Van Steenbergen (Bel) |
| 27 mei  | etappe 8  | Rome - Napels                 | 234 km  | Luigi Casola (Ita)        | Antonio Bevilacqua (Ita) | Alfredo Pasotti (Ita)    | Fiorenzo Magni (Ita)      |
| 28 mei  | etappe 9  | Napels - Foggia               | 181 km  | Giovanni Corrieri (Ita)   | Gino Bartali (Ita)       | Angelo Menon (Ita)       | Fiorenzo Magni (Ita)      |
| 29 mei  | etappe 10 | Foggia - Pescara              | 311 km  | Giuseppe Minardi (Ita)    | Arrigo Padovan (Ita)     | Armando Berducci (Ita)   | Fiorenzo Magni (Ita)      |
| 31 mei  | etappe 11 | Pescara - Rimini              | 246 km  | Serafino Biagioni (Ita)   | Dante Rivola (Ita)       | Giovanni Roma (Ita)      | Fiorenzo Magni (Ita)      |
| 1 juni  | etappe 12 | Rimini - San Marino (tijdrit) | 24 km   | Giancarlo Astrua (Ita)    | Fausto Coppi (Ita)       | Louison Bobet (Fra)      | Giancarlo Astrua (Ita)    |
| 2 juni  | etappe 13 | Rimini - Bologna              | 249 km  | Luciano Maggini (Ita)     | Luigi Casola (Ita)       | Antonio Bevilacqua (Ita) | Rik Van Steenbergen (Bel) |
| 3 juni  | etappe 14 | Bologna - Brescia             | 220 km  | Adolfo Leoni (Ita)        | Oreste Conte (Ita)       | Annibale Brasola (Ita)   | Rik Van Steenbergen (Bel) |
| 4 juni  | etappe 15 | Brescia - Venetië             | 188 km  | Rik Van Steenbergen (Bel) | Antonio Bevilacqua (Ita) | Adolfo Leoni (Ita)       | Rik Van Steenbergen (Bel) |
| 5 juni  | etappe 16 | Venetië - Triëst              | 176 km  | Luciano Frosini (Ita)     | Ferdi Kübler (Zwi)       | Arrigo Padovan (Zwi)     | Rik Van Steenbergen (Bel) |
| 7 juni  | etappe 17 | Triëst - Cortina d'Ampezzo    | 255 km  | Louison Bobet (Fra)       | Fausto Coppi (Ita)       | Fiorenzo Magni (Ita)     | Rik Van Steenbergen (Bel) |
| 8 juni  | etappe 18 | Cortina d'Ampezzo - Bolzano   | 244 km  | Fausto Coppi (Ita)        | Ferdi Kübler (Zwi)       | Hugo Koblet (Zwi)        | Fiorenzo Magni (Ita)      |
| 9 juni  | etappe 19 | Bolzano - Sankt Moritz        | 165 km  | Hugo Koblet (Zwi)         | Ferdi Kübler (Zwi)       | Gino Bartali (Ita)       | Fiorenzo Magni (Ita)      |
| 10 juni | etappe 20 | Sankt Moritz - Milaan         | 172 km  | Antonio Bevilacqua (Ita)  | Fiorenzo Magni (Ita)     | Oreste Conte (Ita)       | Fiorenzo Magni (Ita)      |

 winnaars · 
roze trui · 
  puntenklassement · 
  bergklassement · 
 jongerenklassement · 
 intergiro · 
 ploegenklassement · 
 strijdlust · 
 zwarte trui
Giro d'Italia Next Gen · Giro Donne · Cima Coppi
 Belgische rozetruidragers · etappewinnaars
 Nederlandse rozetruidragers · etappewinnaars
Mannen:
1909 · 
1910 · 
1911 · 
1912 · 
1913 · 
1914 · 
1919 · 
1920 · 
1921 · 
1922 · 
1923 · 
1924 · 
1925 · 
1926 · 
1927 · 
1928 · 
1929 · 
1930 · 
1931 · 
1932 · 
1933 · 
1934 · 
1935 · 
1936 · 
1937 · 
1938 · 
1939 · 
1940 · 
1946 · 
1947 · 
1948 · 
1949 · 
1950 · 
1951 · 
1952 · 
1953 · 
1954 · 
1955 · 
1956 · 
1957 · 
1958 · 
1959 · 
1960 · 
1961 · 
1962 · 
1963 · 
1964 · 
1965 · 
1966 · 
1967 · 
1968 · 
1969 · 
1970 · 
1971 · 
1972 · 
1973 · 
1974 · 
1975 · 
1976 · 
1977 · 
1978 · 
1979 · 
1980 · 
1981 · 
1982 · 
1983 · 
1984 · 
1985 · 
1986 · 
1987 · 
1988 · 
1989 · 
1990 · 
1991 · 
1992 · 
1993 · 
1994 · 
1995 · 
1996 · 
1997 · 
1998 · 
1999 · 
2000 · 
2001 · 
2002 · 
2003 · 
2004 · 
2005 · 
2006 · 
2007 · 
2008 · 
2009 · 
2010 · 
2011 · 
2012 · 
2013 · 
2014 · 
2015 · 
2016 · 
2017 · 
2018 · 
2019 · 
2020 · 
2021 · 
2022 · 
2023 · 
2024 · 
2025
Vrouwen:
1988 · 
1989 · 
1990 · 
1991 ·
1992 ·
1993 · 
1994 · 
1995 · 
1996 · 
1997 · 
1998 · 
1999 · 
2000 · 
2001 · 
2002 · 
2003 · 
2004 · 
2005 · 
2006 · 
2007 · 
2008 · 
2009 · 
2010 · 
2011 · 
2012 ·
2013 · 
2014 ·
2015 ·
2016 ·
2017 ·
2018 ·
2019 ·
2020 ·
2021 ·
2022 ·
2023 ·
2024 ·
2025